# ريتشارد فلاش
ريتشارد فلاش (بالإنجليزية: Richard Flash)‏ هو لاعب كرة قدم بريطاني في مركز الوسط، ولد في 8 أبريل 1976 في برمنغهام في المملكة المتحدة. لعب مع أستون فيلا ومانشستر يونايتد ونادي بليموث أرجايل ونادي لينكولن سيتي ونادي واتفورد ووولفرهامبتون واندررز.

## وصلات خارجية
- ريتشارد فلاش على موقع قاعدة بيانات كرة القدم.إي يو (الإنجليزية)
- ريتشارد فلاش على موقع Soccerbase.com (لاعب) (الإنجليزية)